# 圣让-圣日耳曼
圣让-圣日耳曼（法語：Saint-Jean-Saint-Germain，法語發音：[sɛ̃ ʒɑ̃ sɛ̃ ʒɛʁmɛ̃] ⓘ）是法国安德尔-卢瓦尔省的一个市镇，属于洛什区。该市镇于1834年由原市镇圣让（Saint-Jean）和圣日耳曼（Saint-Germain）合并而成。

## 地理
圣让-圣日耳曼（47°4'58"N, 1°2'6"E）面积21.34 平方千米，位于法国中央-卢瓦尔河谷大区安德尔-卢瓦尔省，该省份为法国中西部省份，北起萨尔特省、东北接卢瓦-谢尔省，东南接安德尔省，南至维埃纳省，西临曼恩-卢瓦尔省。
与圣让-圣日耳曼接壤的市镇（或旧市镇、城区）包括：佩吕松、圣伊波利特、塞讷维耶尔、安德尔河畔韦尔讷伊。

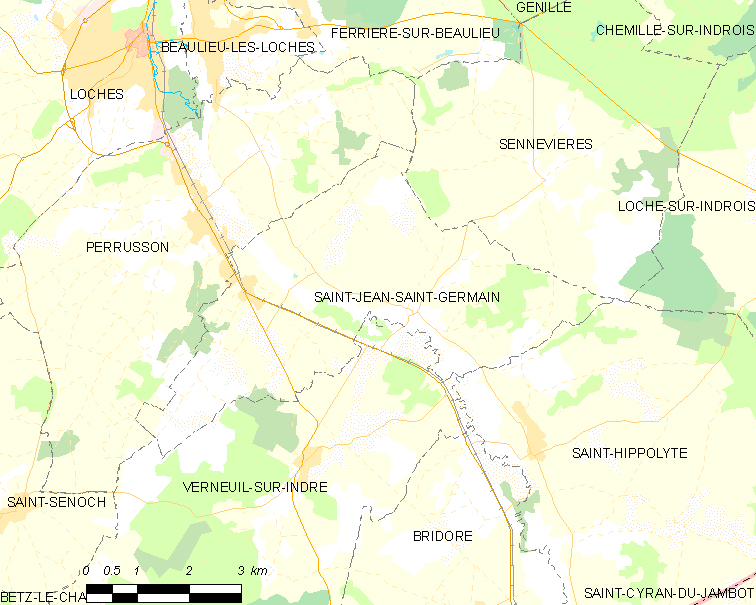
圣让-圣日耳曼的OSM定位图

圣让-圣日耳曼的时区为UTC+01:00、UTC+02:00（夏令时）。

## 行政
圣让-圣日耳曼的邮政编码为37600，INSEE市镇编码为37222。

## 政治
圣让-圣日耳曼所属的省级选区为洛什县。

## 人口

1962-2008年间圣让-圣日耳曼人口变化图示

圣让-圣日耳曼于2022年1月1日时的人口数量为746人。